# Staurogyne nudispica
Staurogyne nudispica är en akantusväxtart som först beskrevs av C. B. Cl., och fick sitt nu gällande namn av Cornelis Eliza Bertus Bremekamp. Staurogyne nudispica ingår i släktet Staurogyne och familjen akantusväxter. Inga underarter finns listade i Catalogue of Life.